# Simfonia núm. 2 (Schubert)
La Simfonia núm. 2 en si bemoll major, D. 125, va ser composta per Franz Schubert entre 1814 i 1815.
Schubert va escriure la seva segona simfonia entre desembre de 1814 i març de 1815 i la va dedicar a Innocenz Lang, director de l'orquestra de l'Stadtkonvikt de Viena, col·legi municipal fundat el 1803 per l'emperador Francesc I d'Àustria i reservat únicament als cantants de la cort, on Schubert havia ocupat una plaça entre 1808 i 1813. No se sap si la simfonia va ser estrenada per l'orquestra del Stadtkonvikt. L'existència de les parts orquestrals suggereix que sí, però el fet que contingui errors fa pensar en tot el contrari. La primera estrena pública coneguda es produí cinquanta anys després de la mort del compositor, el 20 d'octubre de 1877, a Londres.
La Simfonia núm. 2 es va publicar el 1884 en el marc de l'edició de Johannes Brahms dels "Alten Gesamtausgabe" i a càrrec de l'editorial Breitkopf & Härtel.
L'obra consta de quatre moviments:
1. Largo - Allegro vivace
2. Andante (mi bemoll major)
3. Menuetto: Allegro vivace, en (do menor) - Trio (mi bemoll major)
4. Presto

La peça està orquestrada per a instrument de vent en grups de dos (flautes, oboès, clarinets, fagots, trompes i trompetes), timbales i corda.
El tema inicial del primer moviment es basa en el corresponent primer tema de l'obertura Les criatures de Prometeu de Ludwig van Beethoven.
El segon moviment és un tema amb cinc variacions en mi♭ major, l'únic conjunt de variacions simfòniques de Schubert. Encara que hi ha alguna variació en la melodia, l'enfocament principal de les variacions és en la instrumentació i la tonalitat. La primera variació la presenten els violins i els instrument de vent. La segona variació el tema és interpretat pels instrument de corda greus i els instruments de vents de fusta. La tercera variació és un altre cop en els violins i els instrument de vent. La quarta variació, en do menor, presenta una certa acceleració amb l'ús de tresets de semicorxeres. La cinquena variació manté els tresets de semicorxeres, però es traslladen al baix, i la melodia retorna a la seva forma original com una mena de recapitulació. Conclou amb una coda.
El minuet és en do menor i la dinàmica principalment indica fortissimo i amb tutti instrumental. El Trio, en mi♭ major, és el més lleuger, amb instruments de vent, violins i els baixos fent pizzicato. La melodia del Trio és en realitat una variació del tema utilitzat en el segon moviment, i es crea d'aquesta manera un connexió melòdica i harmònica (mi♭ major/do menor) entre els dos moviments.
El darrer moviment és un galop, i la mètrica és un compàs 2/4 de caràcter ràpid (Presto).